# Nintendo Wi-Fi Connection
Nintendo Wi-Fi Connection was een draadloze en gratis online service van Nintendo. De opvolger is het Nintendo Network.
Het netwerk werd gebruikt om Nintendo-spelers wereldwijd tegen elkaar te laten spelen of informatie uit te laten wisselen. Via een hotspot, een eigen draadloze internetverbinding of een wifi-USB-stick konden de Nintendo spelcomputers zich aanmelden op dit netwerk. Het begon ermee dat een WFC voor de Nintendo DS werd gemaakt om online te spelen. Deze WFC werd daarna bij meerdere spelcomputers van Nintendo gebruikt.
Ook de Nintendo Wii maakte gebruik van deze service. Wii-bezitters konden onderling berichten of foto's uitwisselen, of Mii-personages aan elkaar sturen. Voor het Weerkanaal, Nieuwskaal, Enquêtekanaal, Internetkanaal, en Wii-winkelkanaal was een Nintendo Wi-Fi Connection een vereiste.

## Ontwikkeling
Op de E3 2007 in Santa Monica werden verschillende nieuwe titels aangekondigd die gebruik zouden maken van Nintendo's online service. Onder andere de Wii-spellen Mario Kart Wii (lanceringsdatum: 11 april 2008) en Super Smash Bros. Brawl (juni 2008) waren hierbij. Ook een ander Wii-kanaal, het Mii-Wedstrijdkanaal, zou de service gebruiken. Dit kanaal maakte het mogelijk om Mii-personages van andere Wii-gebruikers te bekijken en de beoordelen. Ook kon hiermee een Mii uitgenodigd worden om 'mee naar huis gaan' naar de Wii console van de gebruikers.
Nintendo heeft op 20 mei 2014 de meeste Nintendo Wi-Fi connection diensten beëindigd.
Op 10 mei 2014 werd Wiimmfi beschikbaar gesteld, dat een alternatief biedt voor de stopgezette Wi-Fi connectiondiensten. Deze private server maakt het gratis spelen van online Wii-spellen mogelijk.

## Nintendo Wi-Fi Connection Pay and Play
In 2008 kondigde Nintendo aan dat er spellen zouden komen waarbij een speler tegen betaling extra functies krijgt in het spel. Een voorbeeld is Final Fantasy Crystal Chronicles: My Life as a King, waarvoor online extra content kan gedownload worden, zoals een bibliotheek, extra gebouwen, een kasteeluitbreiding, een kerker die steeds moeilijker wordt als de speler de baas verslaat en een soort heilige plaats waar de speler kan bidden zodat hij zijn manschappen sterker maakt.
Het eerste "gewone" spel dat deze manier van spelen heeft was Samba de Amigo afkomstig van Sega.
Betaling geschiedt met Wii Points (vanaf lente 2009 Nintendo Points). Eén Wii Point kost daarbij 1 eurocent. De spellen die deze techniek ondersteunen hebben een rood logo in plaats van een blauwe.

## Online Nintendo DS-spellen
- Mario Kart DS
- Animal Crossing: Wild World
- Pokémon Black en White
- Pokémon Diamond en Pearl
- Pokémon Platinum
- Pokémon HeartGold en SoulSilver
- Pokémon Black en White
- Pokémon Black en White 2
- Pokémon Mystery Dungeon: Explorers of Time
- Pokémon Mystery Dungeon: Explorers of Darkness
- Metroid Prime Hunters
- Thiny Hawk American sk8land
- Disney Friends
- Diddy Kong Racing DS
- Mario & Sonic op de Olympische Spelen
- Call of Duty: World at War
- Club Penguin: Elite Penguin Force
- Grand Theft Auto: Chinatown Wars
- Mario & Sonic op de Olympische Winterspelen
- Picross DS

## Online Wii-spellen
- Mario Strikers Charged Football
- Mario & Sonic op de Olympische Spelen
- Mario Kart Wii
- Super Smash Bros. Brawl
- Guitar Hero III: Legends of Rock
- Animal Crossing: Let's Go to the City
- Endless Ocean
- FIFA 08
- Pro Evolution Soccer 2008
- Pokémon Battle Revolution
- Madden 08
- NiGHTS: Journey of Dreams
- Batallion Wars II (BWii)
- Medal of Honor: Heroes 2
- Call of Duty: World at War
- FIFA 09
- Call of Duty: Modern Warfare Reflex